# Tadese Worku
Tadese Worku (en amharique : ታደሰ ወርቁ), né le 20 janvier 2003, est un athlète éthiopien, spécialiste des courses de fond et de demi-fond.

## Biographie
Il remporte le 3 000 m des championnats du monde juniors de 2021, à Nairobi au Kenya, en 7 min 42 s 09, signant un nouveau record des championnats. Il s'adjuge par ailleurs la médaille d'argent de l'épreuve du 5 000 m, devancé par le Kényan Benson Kiplangat.

## Palmarès
| Date | Compétition                   | Lieu    | Résultat | Épreuve | Temps          |
| ---- | ----------------------------- | ------- | -------- | ------- | -------------- |
| 2021 | Championnats du monde juniors | Nairobi | 1er      | 3 000 m | 7 min 42 s 09  |
| 2021 | Championnats du monde juniors | Nairobi | 2e       | 5 000 m | 13 min 20 s 65 |

## Records
| Épreuve | Temps          | Lieu           | Date           |
| ------- | -------------- | -------------- | -------------- |
| 3 000 m | 7 min 34 s 75  | Székesfehérvár | 6 juillet 2021 |
| 5 000 m | 13 min 18 s 17 | Rovereto       | 27 août 2019   |